# بيغ آنت ستوديوز
بيغ آنت ستوديوز (بالإنجليزية: Big Ant Studios)‏، هي شركة أسترالية التي تقوم بإنتاج وتطوير ألعاب الفيديو، أسست الشركة في العاصمة الأسترالية ملبورن سنة 2001، حيث أنتجت عدة ألعاب، ومنها لعبة جتبك جيوريد سنة 2013 ولعبة فروت نينجا سنة 2010.

## الموقع الخارجي
الموقع الرسمي